# Plotosidae
Famille
Les plotosidés (Plotosidae) forment une famille de poissons-chats appartenant à l'ordre des Siluriformes.

## Liste des genres
Selon FishBase (17 mars 2014) :

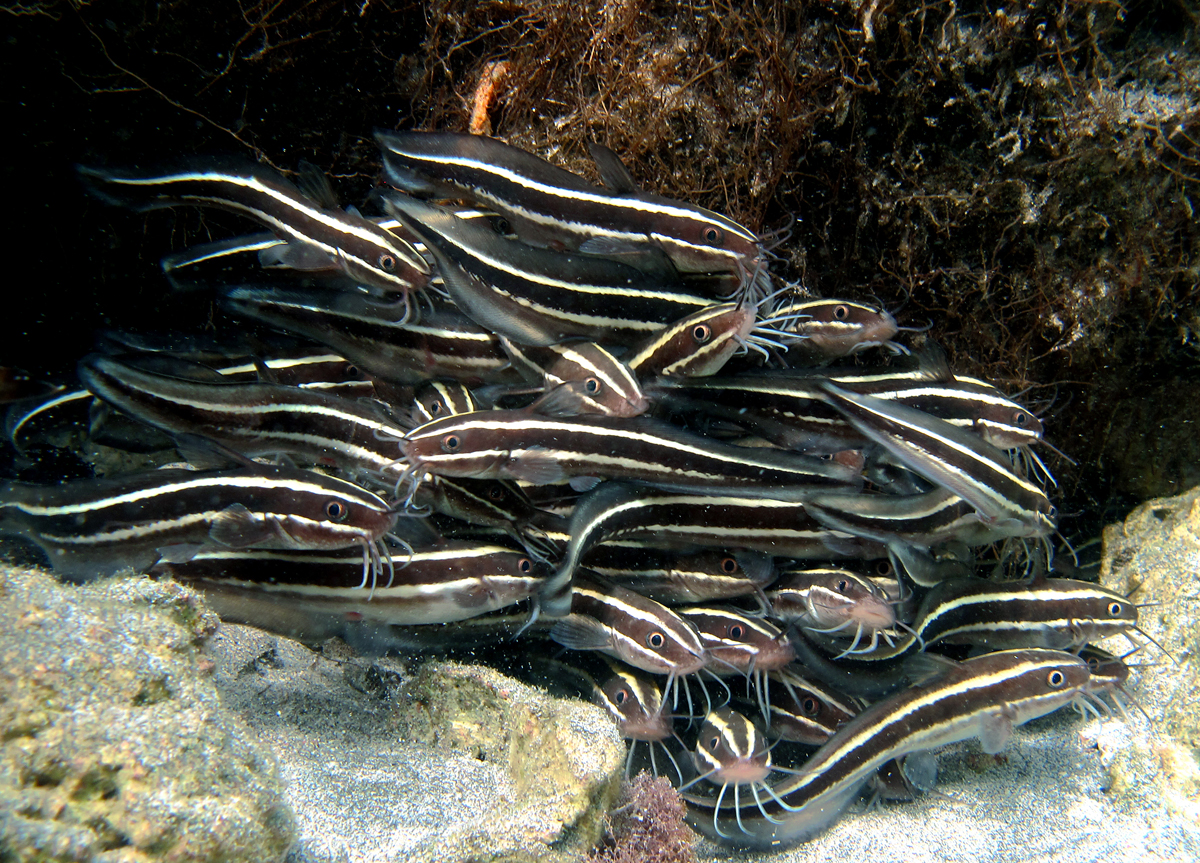
Un groupe de jeunes Plotosus lineatus à La Réunion.

- genre Anodontiglanis Rendahl, 1922
  - Anodontiglanis dahli Rendahl, 1922
- genre Cnidoglanis Günther, 1864
  - Cnidoglanis macrocephalus
- genre Euristhmus Ogilby, 1899
  - Euristhmus lepturus
  - Euristhmus microceps
  - Euristhmus microphthalmus Murdy & Ferraris, 2006
  - Euristhmus nudiceps
  - Euristhmus sandrae Murdy & Ferraris, 2006
- genre Neosiluroides Allen and Feinberg, 1998
  - Neosiluroides cooperensis Allen & Feinberg, 1998
- genre Neosilurus Steindachner, 1867
  - Neosilurus ater
  - Neosilurus brevidorsalis
  - Neosilurus coatesi
  - Neosilurus equinus
  - Neosilurus gjellerupi
  - Neosilurus gloveri Allen & Feinberg, 1998
  - Neosilurus hyrtlii Steindachner, 1867
  - Neosilurus idenburgi
  - Neosilurus mollespiculum Allen & Feinberg, 1998
  - Neosilurus novaeguineae
  - Neosilurus pseudospinosus Allen & Feinberg, 1998
- genre Oloplotosus Weber, 1913
  - Oloplotosus luteus Gomon & Roberts, 1978
  - Oloplotosus mariae Weber, 1913
  - Oloplotosus torobo Allen, 1985
- genre Paraplotosus Bleeker, 1862
  - Paraplotosus albilabris
  - Paraplotosus butleri Allen, 1998
  - Paraplotosus muelleri
- genre Plotosus Lacepède, 1803
  - Plotosus abbreviatus Boulenger, 1895
  - Plotosus canius Hamilton, 1822
  - Plotosus fisadoha Ng & Sparks, 2002
  - Plotosus japonicus Yoshino & Kishimoto, 2008
  - Plotosus limbatus Valenciennes, 1840
  - Plotosus lineatus Valenciennes, 1840
  - Plotosus nhatrangensis Prokofiev, 2008
  - Plotosus nkunga Gomon & Taylor, 1982
  - Plotosus papuensis Weber, 1910
- genre Porochilus Weber, 1913
  - Porochilus argenteus
  - Porochilus meraukensis
  - Porochilus obbesi Weber, 1913
  - Porochilus rendahli
- genre Tandanus Mitchell, 1838
  - Tandanus bostocki Whitley, 1944
  - Tandanus tandanus

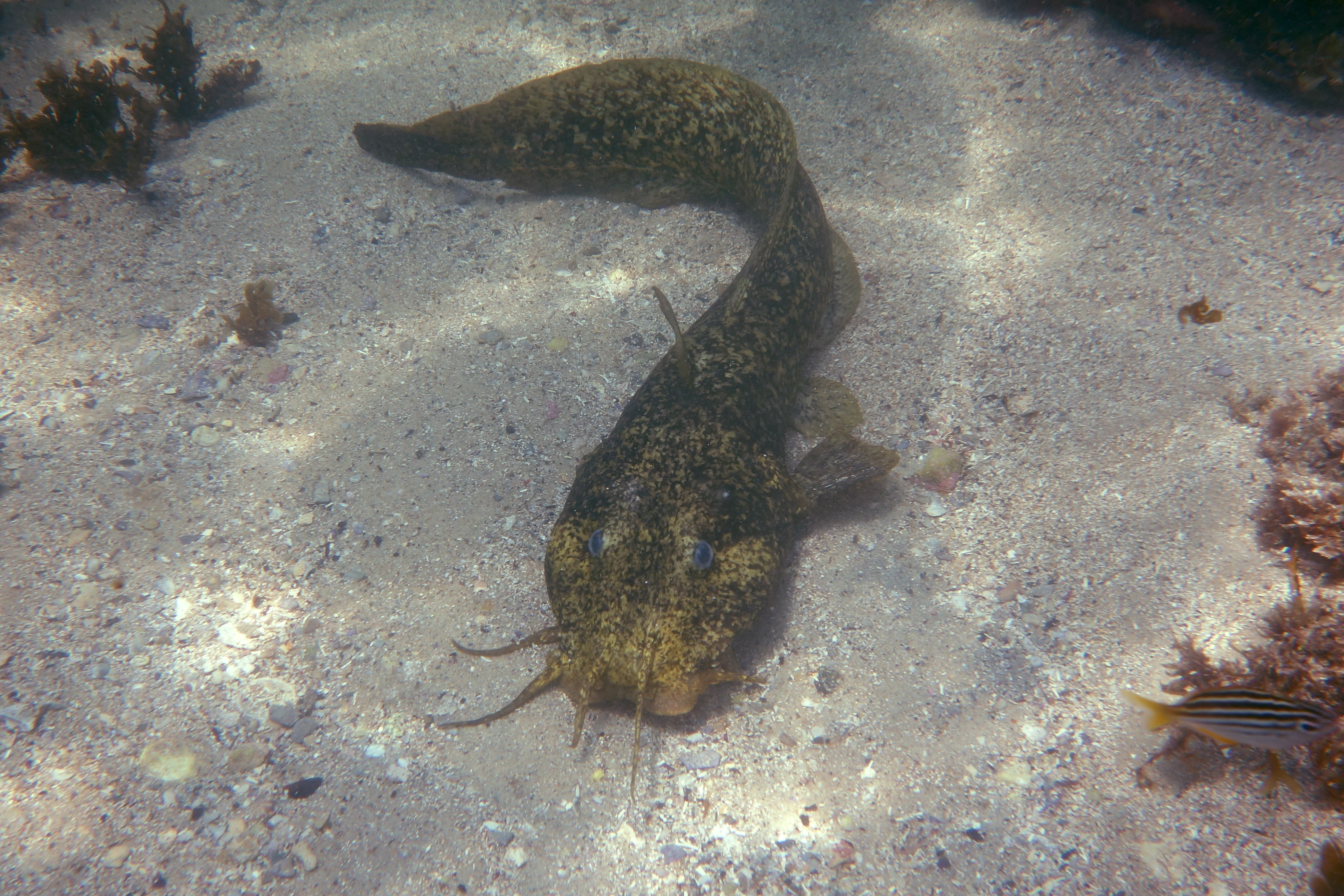
Cnidoglanis macrocephalus
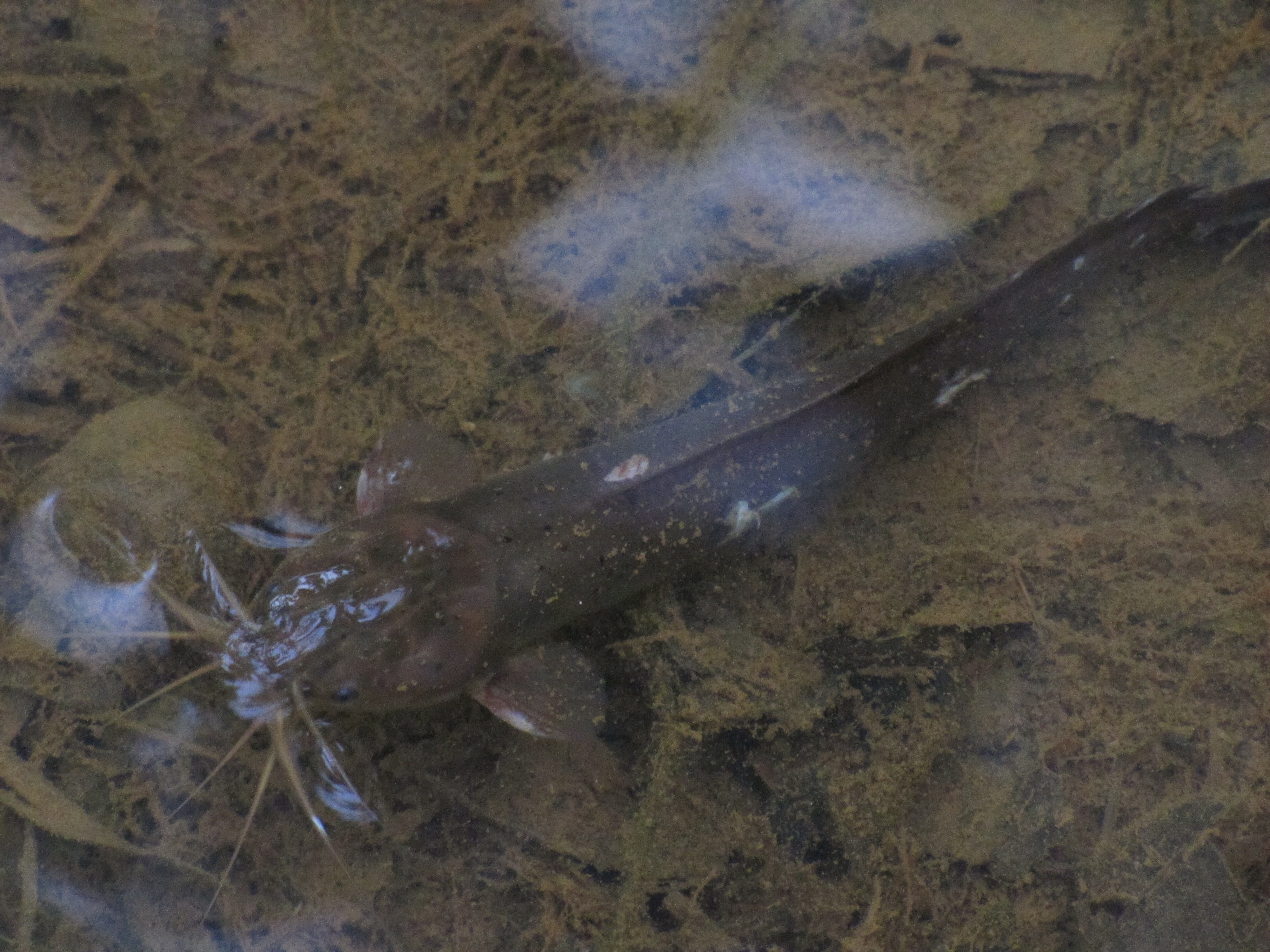
Plotosus canius
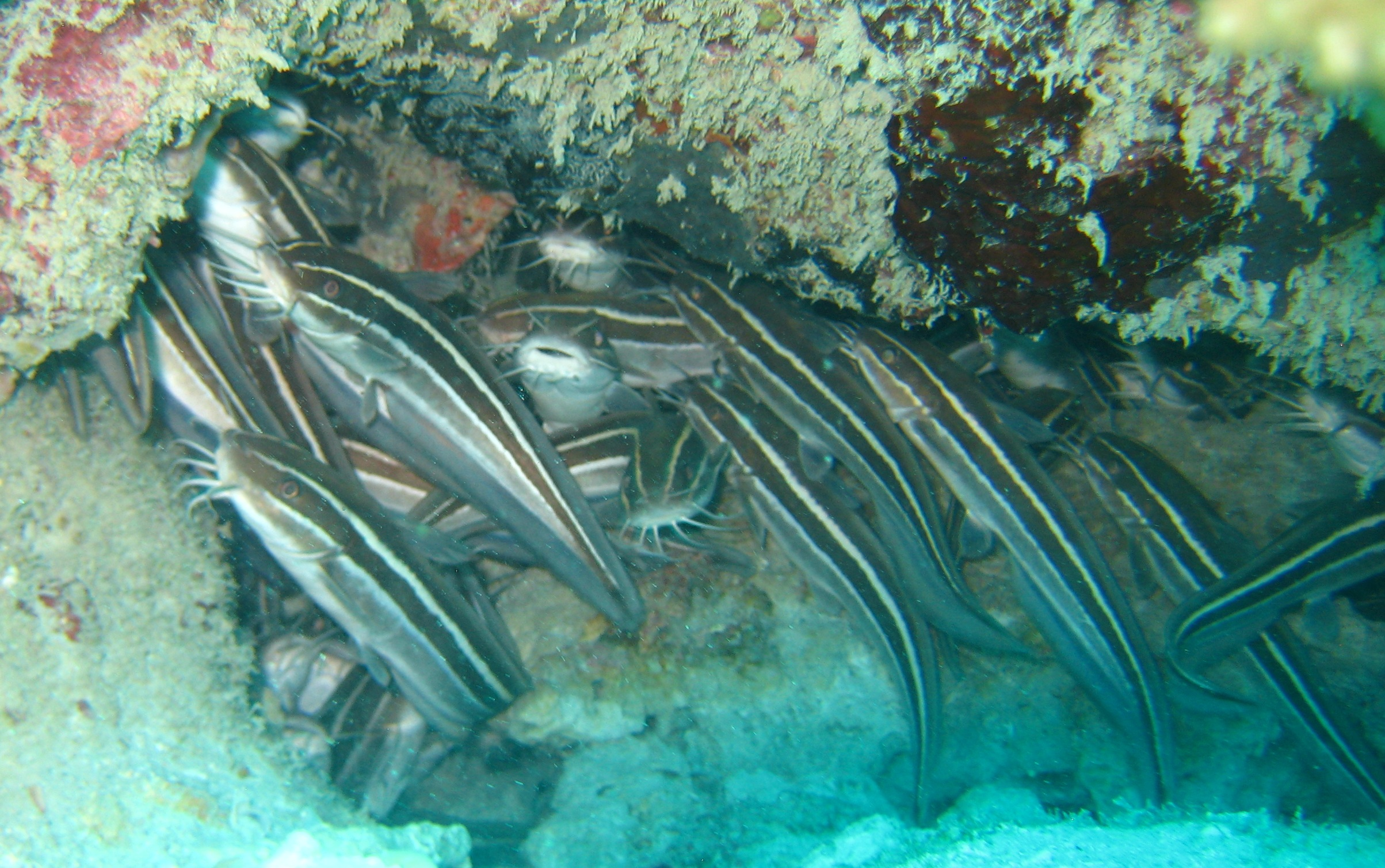
Plotosus lineatus
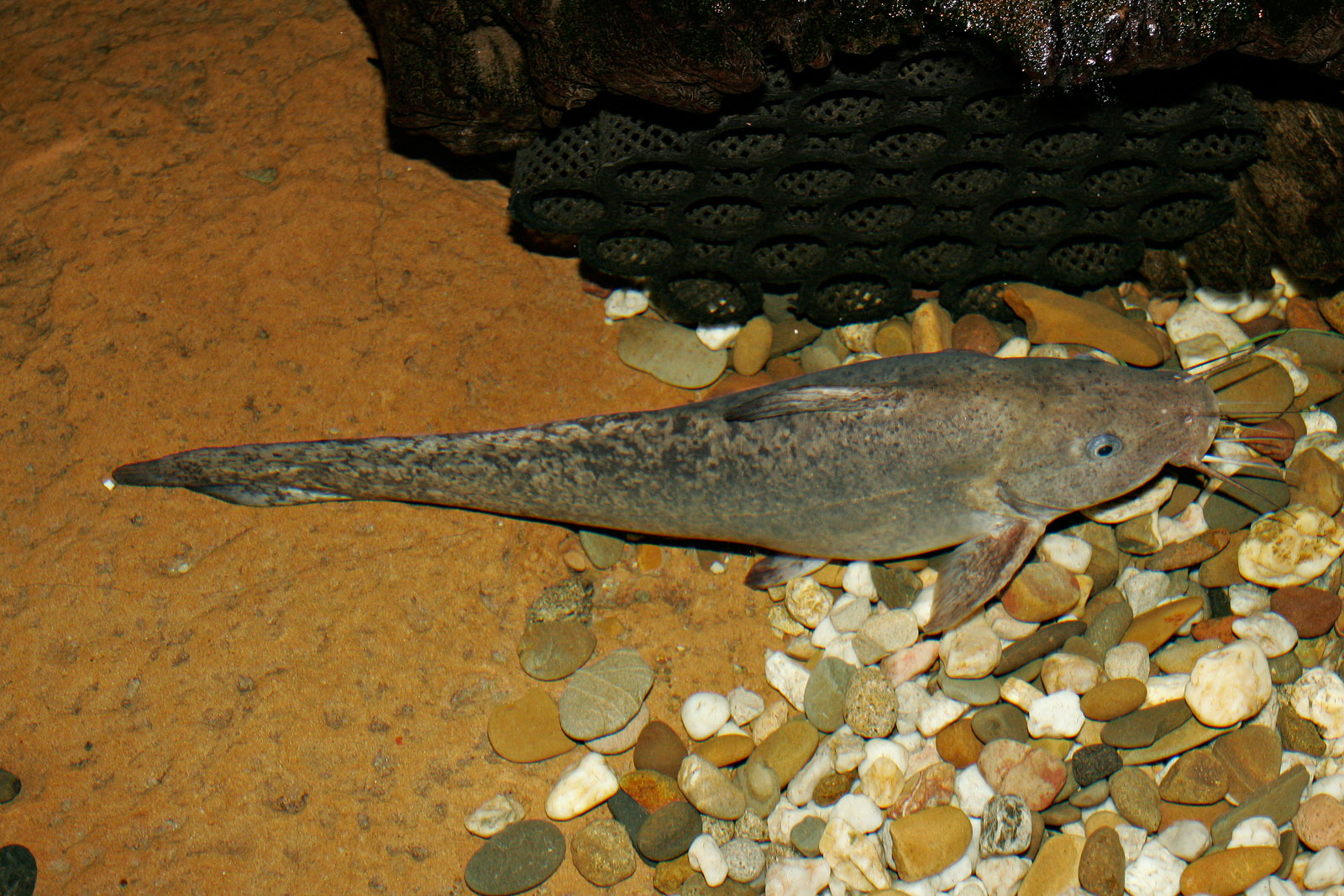
Tandanus tandanus
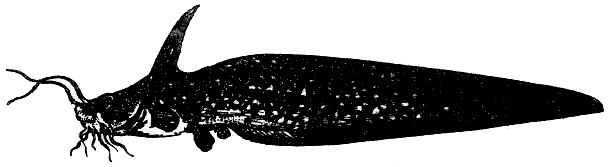
Euristhmus microceps